# Itiberê Zwarg
Itiberê Luiz Zwarg (São Paulo, 24 de janeiro de 1950) é um baixista e compositor brasileiro. Desde 1977 integra o grupo que acompanha o músico Hermeto Pascoal.

## Biografia
Itiberê adentrou o mundo da música por intermédio de seu pai, Antônio Bruno da Rocha Zwarg, que também foi músico. No fim dos anos 60 já tocava profissionalmente em grupos de música instrumental. Participou de vários conjuntos, até que, em 1977 entrou para o grupo de Hermeto Pascoal, sendo atualmente o músico que mais tempo permaneceu na banda de Hermeto.
Em 1992, iniciou sua carreira de compositor e arranjador, assinando o CD Variasons, de Gilson Macedo, e participando de trabalhos de outros músicos, como o quarteto Maogani e a cantora Ivetty Souza. Em 1999 criou a Itiberê Orquestra Família, com alunos egressos dos seminários de música da escola Pro-Arte, no Rio de Janeiro. Devido ao sucesso dessas oficinas, Itiberê passou a correr o Brasil ministrando oficinas, muitas vezes compondo e arranjando especialmente para os alunos.
Além da Orquestra Família, Itiberê se apresenta também em formação reduzida, derivada da Orquestra Família, com o Itiberê & Grupo.